# Palacio de Cárdenas
El palacio de los Cárdenas, igualmente conocido como de los duques de Frías, es un edificio de la ciudad española de Ocaña, en la provincia de Toledo. La construcción del inmueble, que cuenta con el estatus de Bien de Interés Cultural, se remonta a finales del siglo XV y su estilo evidencia componentes de transición del Gótico al Renacimiento.

## Historia

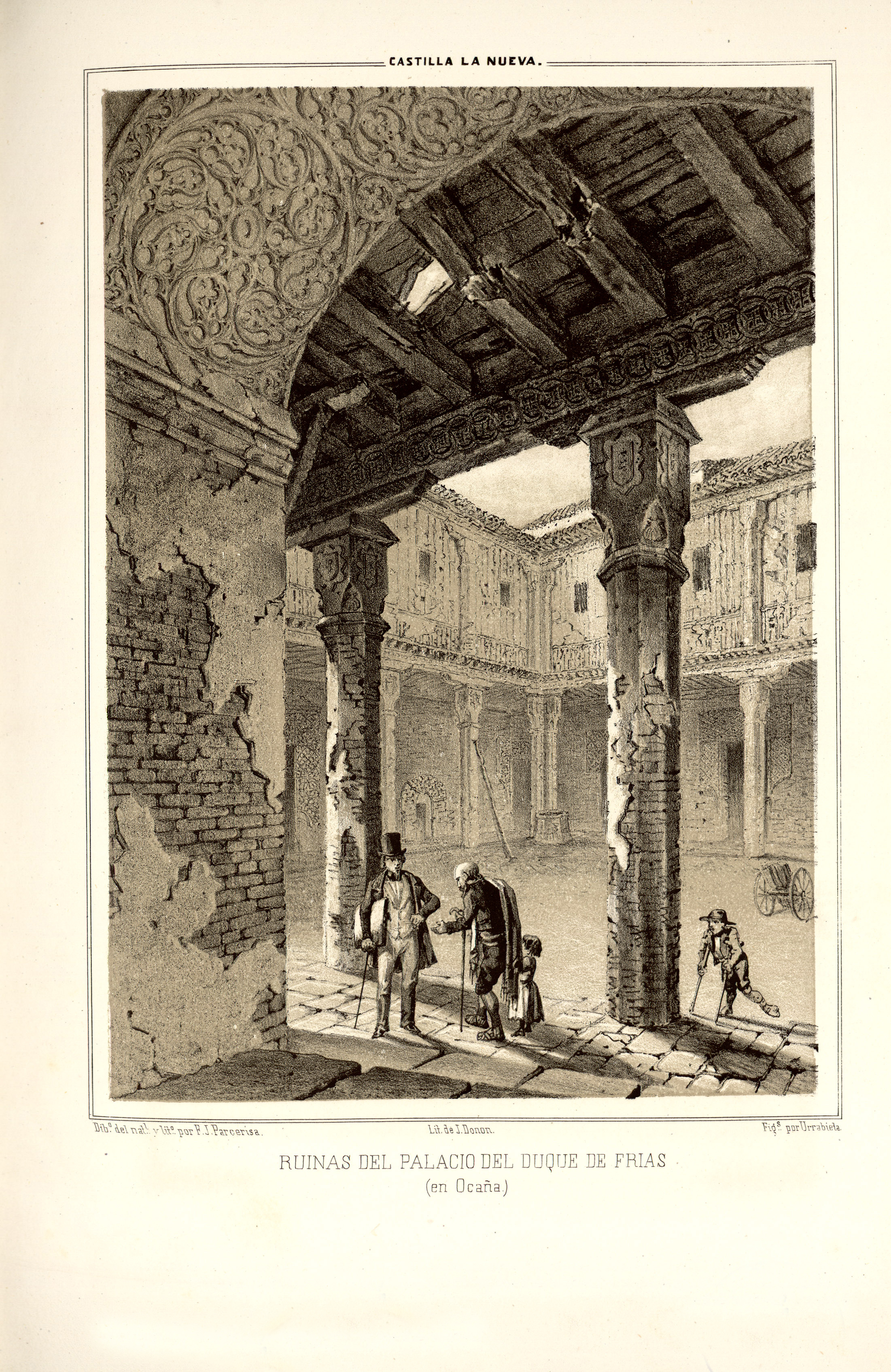
Patio ruinoso en Recuerdos y bellezas de España (1853)

A finales del siglo XV Gutierre de Cárdenas —natural de la localidad, amigo leal de la princesa Isabel, asesor de los Reyes Católicos, comendador mayor de León en la Orden de Santiago y desposado con Teresa Enríquez— edificó este palacio de estilo ojival-mudéjar. Este considerable y afamado caballero era tronco del ducado de Maqueda, del cual, el palacio, pasó por sucesión a ser posesión de los señores de Colmenar, beneficiándose más tarde los duques de Frías. El duque José Bernardino Fernández de Velasco, en Madrid, el 6 de enero de 1862, traspasó el palacio a José Manuel de Goicoechea, a cuyo hijo, José, concernió hasta que este lo traspasó al Ministerio de Justicia, el cual ejecutó una sustancial reforma que excedió de las 250.000 pesetas. Fue uno de los más bellos y dilatados edificios de Ocaña, morado frecuentemente por la realeza castellana en sus visitas a esta villa.

## Características

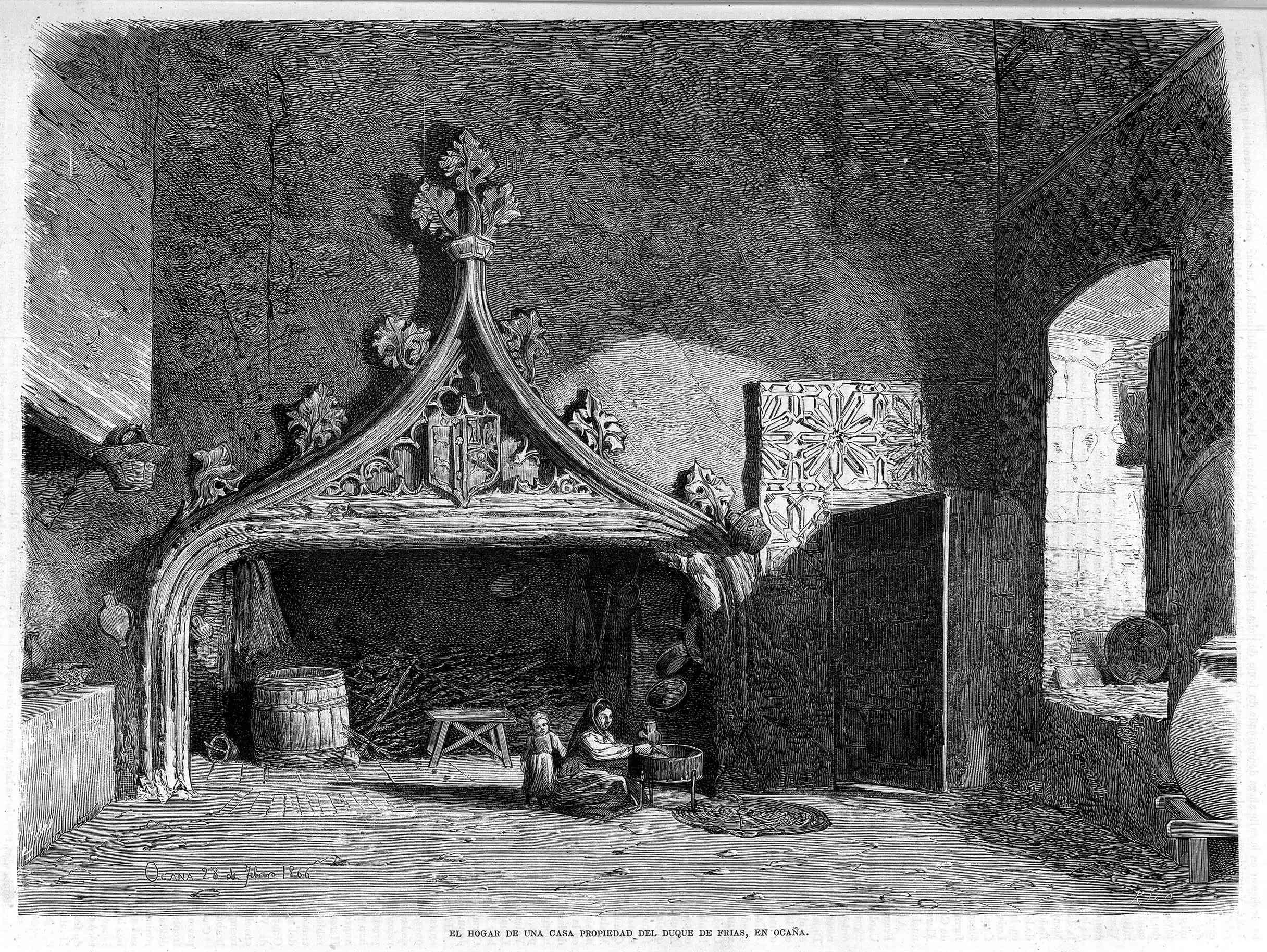
Hogar. Copia de un dibujo de Bécquer por Francisco Pradilla (La Ilustración de Madrid, 1871)

En su fachada gótica y bajo un marco con aderezo de bolas, campea una gran "S" como las que se configuran en la bordura del escudo de los Cárdenas. Se trata este palacio de una planta rectangular de considerables dimensiones y su interior lo compone un hermoso patio rectangular compuesto por 18 pilares de piedra octogonales de estilo mudéjar, en cuyos capiteles se dejan ver las armas de la familia Cárdenas y Enríquez, así como las conchas de la Orden de Santiago. Cercando el patio se levantan cuatro anchas galerías, de las que derivan varias estancias. 

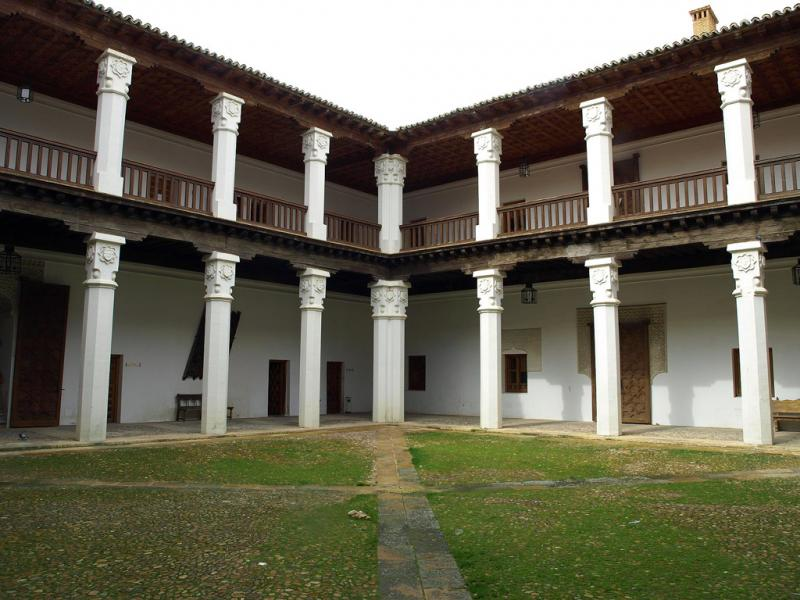
Patio interior

A la planta superior se accede por una escalera de dos tramos cuyos escalones son de piedra berroqueña y de una pieza, así como su balaustrada que separa dichos tramos y que está acabada en un solo fragmento de pizarra de artísticos encajes y con dibujos y detalles góticos. En sus galerías se abren extensos salones, gabinetes y demás estancias, siendo las más destacadas las que ocupan la fachada principal. En la punta opuesta a ésta se localiza un gabinete con inscripción gótica y otro con mudéjar verdaderamente magníficos. Componen los dibujos de este, hexágonos, que atravesándola en todas direcciones derivan en los lados de triángulos equiláteros, en cuyos interiores se corre un zócalo de madera sobre el cual se encuentra en relieve una atrayente inscripción árabe-cúfica, pero con adorno y estilo mudéjar. Este rótulo se constituye de 132 caracteres, siendo su traducción literal: «NO HAY MÁS DIOS QUE ALÁ, MOHAMET ES SU MENSAJERO» (la transcripción fue desarrollada por Pascual de Gayangos).
Abundan en todo el palacio diversos y artísticos artesonados, así como la yeserías gótico-mudéjares que acicalan puertas y ventanas, pero sin duda alguna, lo que más resalta son las artísticas rejas —que defienden las ventanas del exterior que dan a la plaza del Duque— por su fraguado en hierro con una estructura curiosa y complicada, que hace sean calificadas como singulares.
En la actualidad, este palacio es el "Palacio de Justicia" de la Villa de Ocaña, conteniendo dos Juzgados de Primera Instancia e Instrucción.